# Vågen (Bergen)

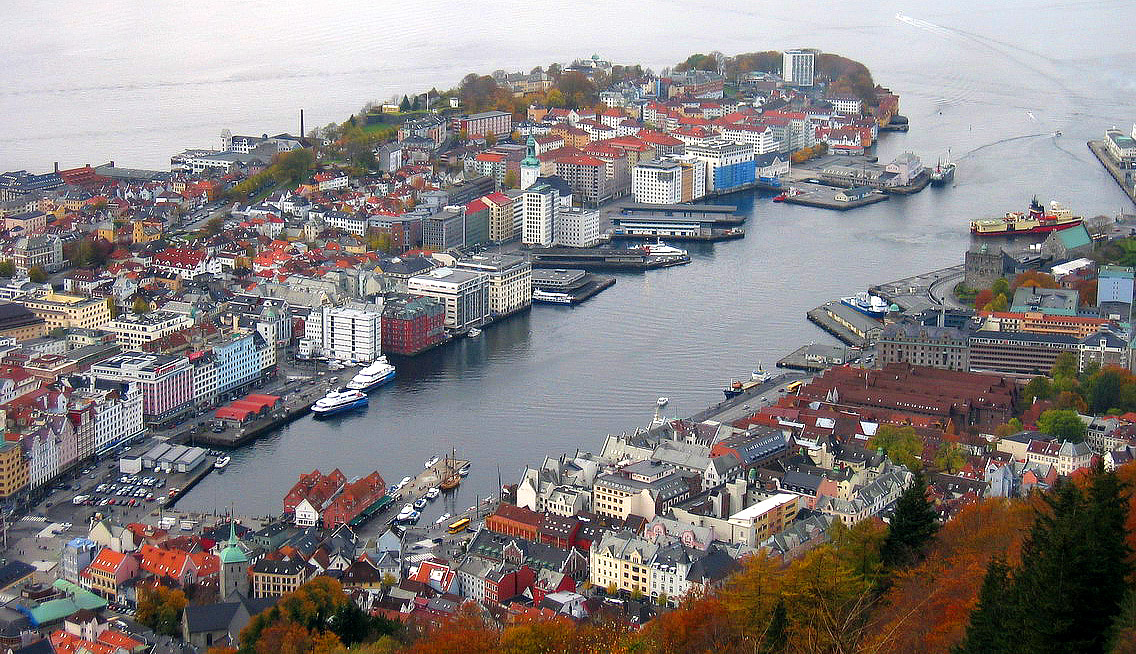
Uitzicht op Vågen vanaf de berg Fløyen

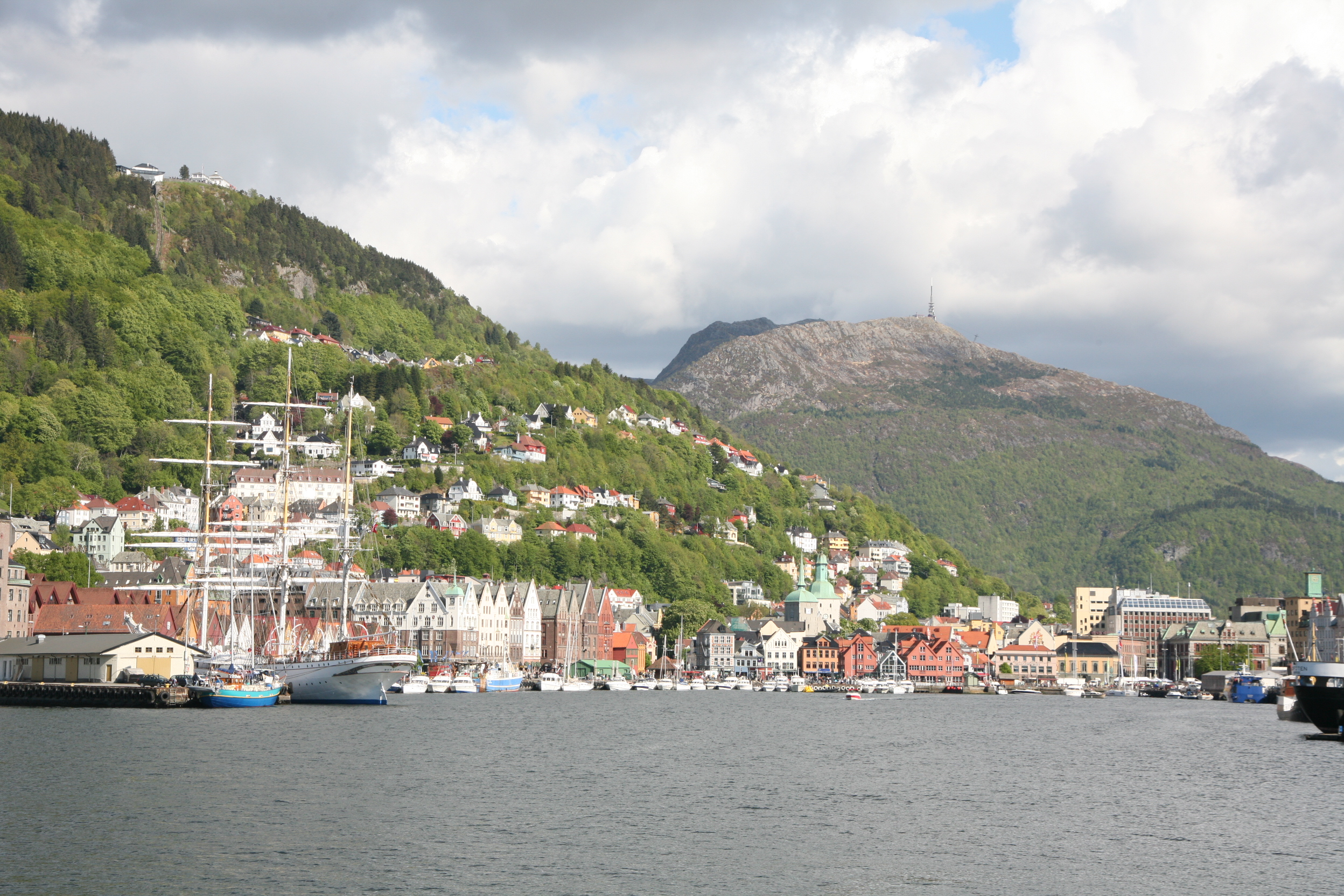
Vågen, gezien vanaf de noordelijke ingang. Links Bryggen en de driemaster Statsraad Lehmkuhl

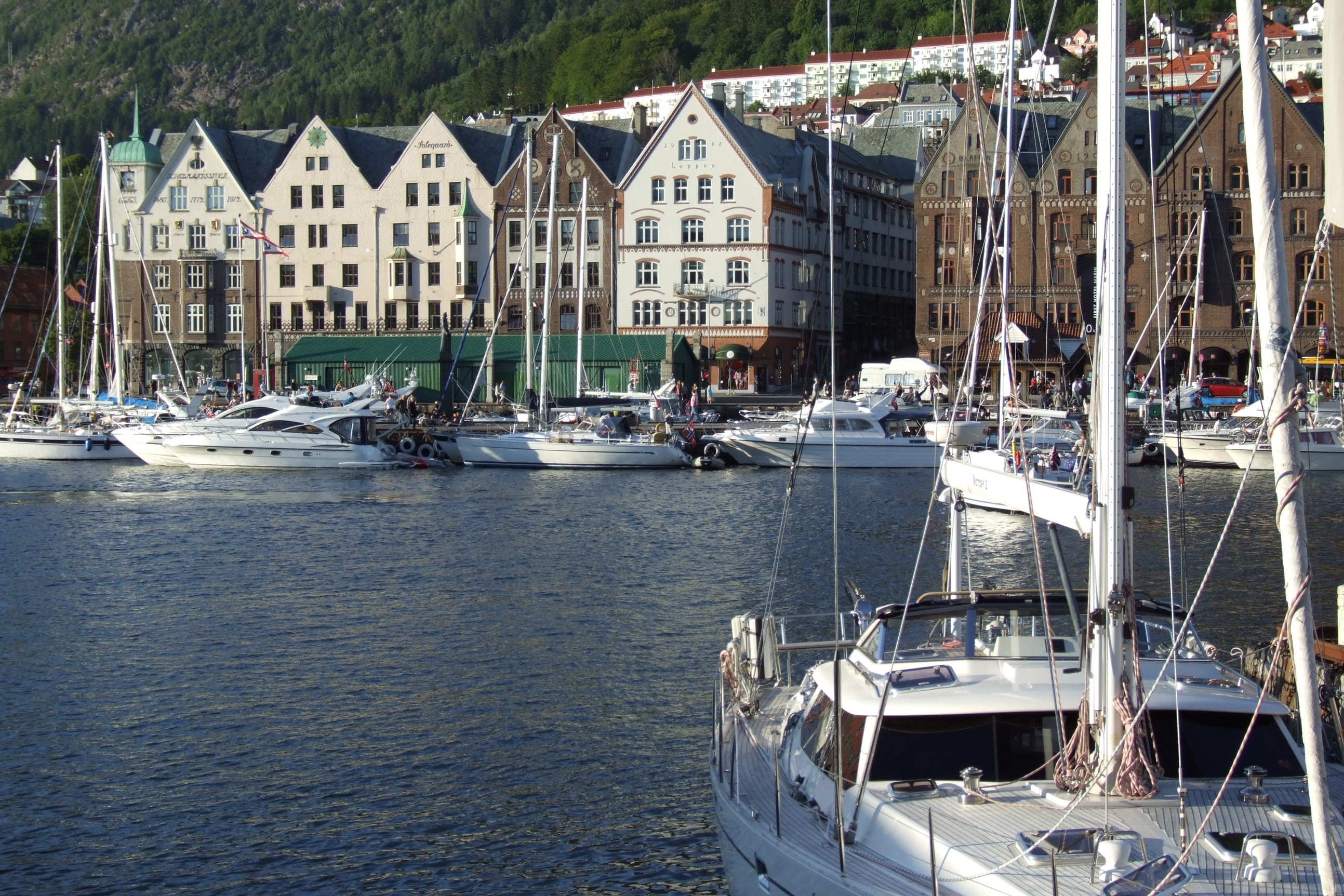
Vågen, jachthaven

Vågen (Noors voor "de baai") is de baai waaraan de oude haven van Bergen ligt. Het middeleeuwse centrum van de stad ligt rond deze natuurlijke haven. Aan Vågen ligt Bryggen, een reeks Hanze-handelshuizen die sinds 1979 op de UNESCO-Werelderfgoedlijst staat. Ook een andere populaire toeristenattractie, de Bergense vismarkt, ligt aan Vågen.
Vågen is een arm van de fjord Byfjord ("stadsfjord"). De baai loopt min of meer in zuidoostelijke richting naar de vismarkt (Torget). De ingang wordt gevormd door (aan westelijke kant) het noordelijke einde van het schiereiland Nordnes en (aan oostelijke kant) de vesting Bergenhus. Het gebied rond het binnenste gedeelte van de baai wordt al sinds de middeleeuwen Vågsbunnen genoemd. In deze wijk waren vooral Duitse en Nederlandse schoenmakers werkzaam.
Vandaag de dag is Vågen de belangrijkste jachthaven van de stad. Tevens vertrekken hiervandaan excursieboten en veerboten, waaronder vleugelboten die de stad verbinden met diverse plaatsjes langs de Noorse westkust en grotere schepen die veerdiensten onderhouden met onder meer Newcastle upon Tyne (Engeland) en Hanstholm (Denemarken). Het is mogelijk Vågen per boot over te steken: veerbootjes steken maandag tot en met vrijdag Vågen over en verbinden zo Bryggen met Nordnes.
De Statsraad Lehmkuhl, een driemaster uit 1914 (nu schoolschip voor de Noorse marine), ligt meestal afgemeerd in Vågen.
Bij de vismarkt is een nieuw restaurantcomplex langs de kade gebouwd met de naam Zachariasbryggen.

## Geschiedenis
Volgens de overlevering werd Bergen gesticht door koning Olav Kyrre (1067-1093) nadat hij in 1070 Vågen binnenzeilde. Wetenschappelijk onderzoek heeft echter aangetoond dat het gebied langs de oostelijke oever van Vågen al vele eeuwen eerder in gebruik was voor landbouw. Vågen diende mogelijk als haven voor de Noorse koningszetel bij Alrekstad (Alrekstaðir), dat zo'n 2 kilometer ten zuidoosten lag.
Tijdens de middeleeuwen groeide de haven aan Vågen uit tot een belangrijke handelsplaats. De goed beschermde baai maakte het mogelijk voor Bergen om uit te groeien tot de belangrijkste handelsplaats van Scandinavië in de 17e eeuw.
Op 12 augustus 1665, tijdens de Tweede Engels-Nederlandse Oorlog, vond een zeeslag plaats in Vågen. Deze Slag in de Baai van Bergen werd uitgevochten tussen een Nederlandse handelsvloot en een Engels flottielje. De slag eindigde met de nederlaag van de Engelse vloot, die zich terug trok, zwaar beschadigd maar zonder schepen verloren te hebben.
Tijdens een grote brand in 1901 brandde een groot deel van de bebouwing aan de noordwestelijke kant van de baai af. Daarom is de bebouwing aan deze kant veel moderner dan aan de zuidoostelijke Bryggen-kant.
Op 20 april 1944 (tijdens de Duitse bezetting van Noorwegen in de Tweede Wereldoorlog) ontplofte het Nederlandse schip de Voorbode met zo'n 120 ton ammunitie aan boord in de baai. Hierbij kwamen 98 mensen om en raakten 4.800 mensen gewond. Veel gebouwen langs de baai raakten zwaar beschadigd, waaronder de monumentale Håkonshallen (Håkonshal) en Rosenkrantztårnet (Rosenkrantztoren).
Op 30 juli 1953 werden de bewoners van Bergen opgeschrikt door een ijsbeer die in Vågen zwom. Op weg naar een dierentuin in Duitsland zou de ijsbeer in Bergen van een schip uit Tromsø overgebracht worden op een schip naar Duitsland. De ijsbeer wist echter te ontsnappen, wandelde langs de kade en viel in het water. Uiteindelijk werd de ijsbeer weer gevangen.
Tijdens de Tall Ships' Races van 2008 meerden honderden deelnemende zeilschepen in augustus van dat jaar af in Vågen. Van hieruit vertrokken de schepen naar de finishplaats Den Helder.

## Afbeeldingen

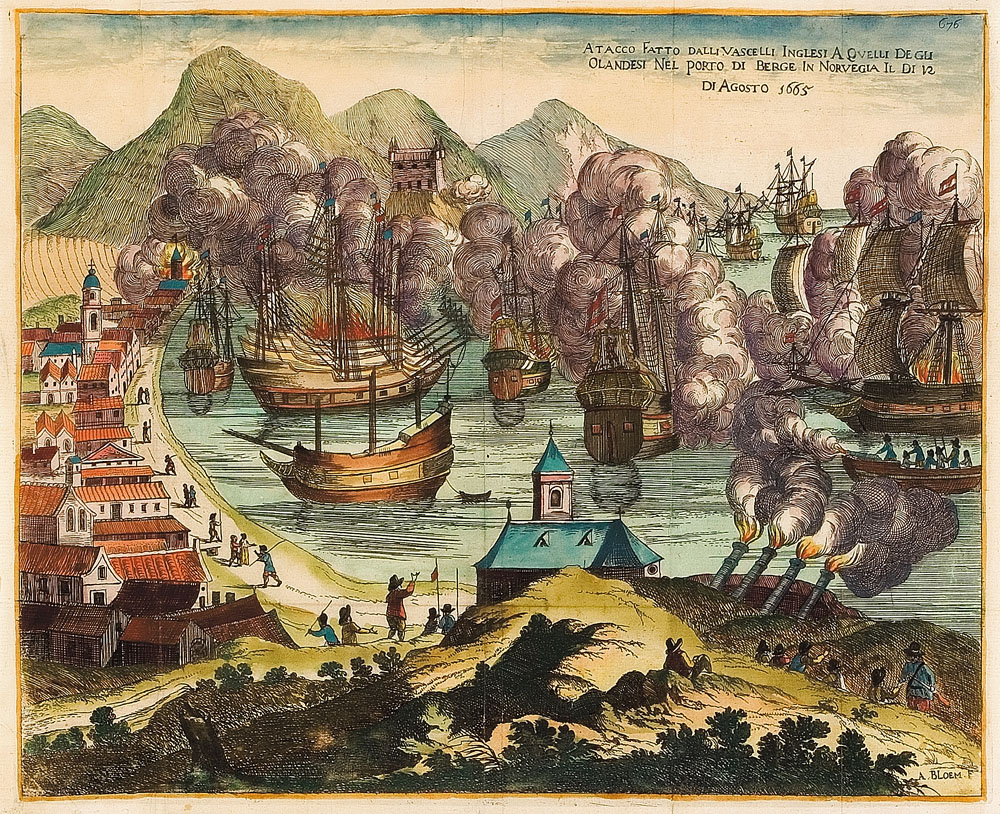
De Slag in de Baai van Bergen in 1665
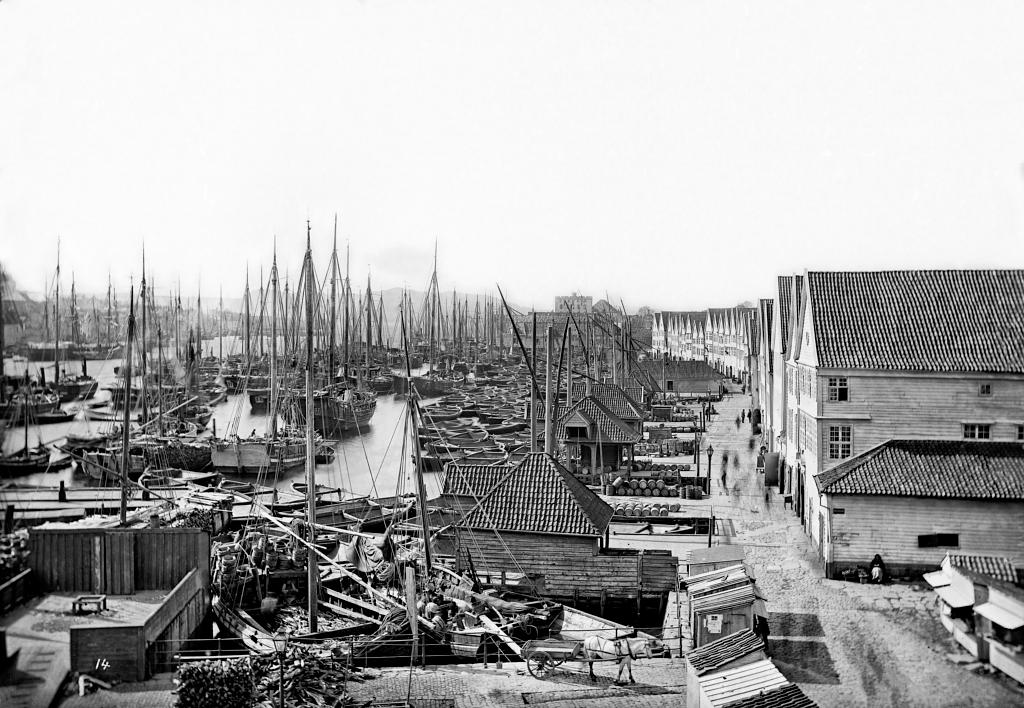
Vågen in 1866, foto Knud Knudsen
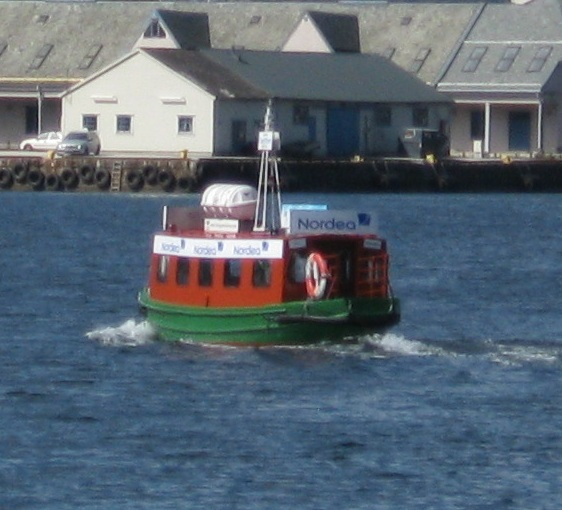
MF Beffen, een van de veerbootjes die de oevers van Vågen verbinden